# 堀辰雄
堀辰雄（1904年12月28日—1953年5月28日）是一位在昭和初期活躍的日本作家，出生於日本東京都。他是日本大正时代短篇小说大师芥川龙之介唯一的弟子。

## 經歷
堀辰雄從府立三中到第一高級中學就讀。與同時入學的神西清相識，並成為終身的朋友。同時，與正在高中就讀的室生犀星和芥川龍之介的相識。此外，在關東大地震時失去母親的經驗，可以說影響了他此後的文學風格。
就讀東京帝國大學文學系國文科後，與中野重治和窪川鶴次郎相識，也受到小林秀雄和永井龍男的同人誌影響，無產階級文學派和所謂的藝術派，及代表昭和文學的流派的雙方的聯結。因為受到這兩者的影響，堀辰雄的作品有著獨特的情境。
1925年（大正14年）夏天，堀辰雄搬到輕井澤，在當地住了兩個月。他因而認識芥川龍之介和室生犀星、戲劇翻譯家片山廣子。芥川龍之介自殺後，堀辰雄深受打擊，後來並參與芥川龍之介全集的編輯。1929年他從東京帝國大學畢業，畢業論文寫是「芥川龍之介論」。 
1926年與中野重治創刊同人誌『驢馬』。這個時期，也包含了〈水族館〉等受到 現代主義強烈影響的作品。1927年，他得了肋膜炎，差一點死去。這一年他辦理休學，四月時住到湯河原、八月改到輕井澤靜養，因此以那裡做為舞台的作品相當多。1930年十一月，《聖家族》初次在文壇發表。1931年四月到六月住進長野縣富士見的高原療養院。 
在輕井澤療養同時，他接觸了馬塞爾·普魯斯特和詹姆斯·喬伊斯、斯湯達爾、普羅斯佩·梅里美等當時的歐洲文學，加深了他的作品的深度。對於後期的作品《幼年時代》(1938年-1939年)時被認為是過去的回憶，許多人看到了普魯斯特的影響。1934年堀辰雄開始以《菜穗子》為題，構想新小說，剛開始並不順利。但這個故事歷經數年，一直在他內心發酵。當時他和執筆《美麗村》時認識的矢野綾子訂婚。翌年七月，矢野綾子因為肺結核症狀惡化，堀辰雄自己健康也不佳，兩人一起住進富士見的高原療養院。矢野綾子於當年年底去世。
1936年秋天，堀辰雄開始執筆以綾子的「愛」與「死」為主題的《風吹了》。第二年該短篇由新潮社出版。之後堀辰雄歷經數次的鄉居療養，並和加藤多惠子結婚，婚後定居輕井澤。構思多年的《菜穗子》也終於完稿由創元社出版。1942年《菜穗子》獲得第一屆中央公論社文藝賞。
1953年，堀辰雄去世，享年49歲。川端康成擔任葬儀委員會會長。

## 作品
- 《聖家族》（1930年）
- 《美麗村（日语：美しい村）》（1933年）
- 《風吹了》（風立ちぬ）（1936-37年）
- 《かげろふの日記（日语：かげろふの日記）》（1937年）
- （1941年）
- 《菜穗子》（1941年）
- 《大和路・信濃路（日语：大和路・信濃路）》（1943年）